# Carl Wennérus
Carl Axel Johan Wennérus (i riksdagen kallad Wennérus i Lidköping), född 1 april 1821 i Millesviks församling, Värmlands län, död 24 april 1905 i Lidköping, var en svensk borgmästare och riksdagsman.
Wennérus var borgmästare i Lidköping. Han var riksdagsman för borgarståndet i Lidköpings stad och Filipstads stad vid ståndsriksdagen 1865–1866 och blev senare ledamot av andra kammaren för Lidköpings, Falköpings och Hjo valkrets 1870–1875 samt 1883-första riksmötet 1887. Wennérus är begravd på Norra begravningsplatsen i Lidköping.